# Vitalzeichen
Vitalzeichen (oder Vitalwert; lateinisch vitalis, „zum Leben gehörend“) sind in der Medizin wahrnehmbare und prüf- oder messbare Lebensfunktionen eines Menschen, die Auskunft über lebenswichtige Körperfunktionen (Vitalfunktionen) erteilen.
Der Begriff ist sowohl in der Human-, als auch (mit den notwendigen Anpassungen) in der Veterinärmedizin anwendbar.

## Kranken- und Altenpflege
Das Beobachten und Messen von Vitalzeichen ist eine alltägliche Pflegehandlung. Sie dient einerseits der Diagnostik und der Kontrolle von Therapien, andererseits vermitteln die Parameter einen Überblick über den Gesundheitszustand des Patienten. Die festgestellten Messwerte nennt man Vitalwerte.
Vitalzeichen spielen auch eine Rolle in der Notfallmedizin, etwa bei der Entscheidung über Behandlungsprioritäten nach dem Emergency Severity Index.
Zu den Vitalzeichen bzw. -funktionen erster Ordnung rechnet man:
- Puls
- Blutdruck
- Körpertemperatur
- Bewusstsein (Vigilanz) und
- Atemfrequenz.[5]

Für die Patientensicherheit sind außerdem die Vitalzeichen zweiter Ordnung wie Sauerstoffsättigung, der Blutzucker, der Flüssigkeitshaushalt, der Zustand der Haut sowie die Reaktion der Pupille auf Lichtreize bedeutsam. In der Praxis können noch eine Reihe weiterer Vitalzeichen beobachtet werden, v. a. bei Intensivpatienten und zur postoperativen Überwachung.
Den Puls überprüft man durch Tasten. Fehlende Pulse bedeuten einen Kreislaufstillstand.
Den Bewusstseinszustand überprüft man durch Ansprechen, Berühren und Zufügen eines Schmerzreizes (etwa am Handrücken). Je nachdem, ob die darauf folgende Reaktion adäquat ist oder nicht, spricht man von Bewusstseinsklarheit, -eintrübung oder, wenn eine Reaktion gänzlich ausbleibt, von fehlendem Bewusstsein. Der Begriff Bewusstlosigkeit hingegen bedeutet ein fehlendes Bewusstsein bei bestehender Atmung und bestehendem Kreislauf.
Die Atmung wird durch Beobachten der Atembewegungen des Brustkorbes sowie Hören und Fühlen der Atemluft überprüft. Von normofrequenter Atmung, über erschwerte Atmung, Hyperventilation, Schnappatmung bis zur fehlenden Atmung sind eine ganze Reihe von Möglichkeiten gegeben. Im Gegensatz zur „fehlenden Atmung“ bezeichnet der Begriff des Atemstillstands den Zustand eines fehlenden Bewusstseins bei fehlender Atmung, aber erhaltenem Kreislauf.

## Rechtsmedizin
In der Rechtsmedizin beschreibt der Ausdruck Vitalitätszeichen (auch vitale Reaktion) solche Verletzungen, die nicht post mortem entstanden sein können, sondern noch zu Lebzeiten erfolgten. Beispiele hierfür sind Blutungen, Embolien oder tiefe Aspiration und Inhalation von Flüssigkeiten oder Gasen. So tritt feinblasiger Schaum in den Atemwegen nur bei jemandem auf, der ertrunken ist, nicht aber bei jemandem, der bereits tot ins Wasser gelangt ist.
Bei der Leichenschau und der gerichtsmedizinischen Obduktion werden Veränderungen des menschlichen Körpers dokumentiert und beurteilt. Vitalitätszeichen sind Hinweise dafür, dass ein Mensch zum Zeitpunkt einer schädigenden Einwirkung noch gelebt hat. Supravitale Reaktionen sind ein Ausdruck für erhaltene Körperfunktionen bei einer Leiche,  z. B. sind erhaltene Pupillenreaktionen bis zu 17 Stunden nach dem Tod nachweisbar. Sie geben Hinweise zur Eingrenzung des Todeszeitpunkts.